# Nautas de Lutecia

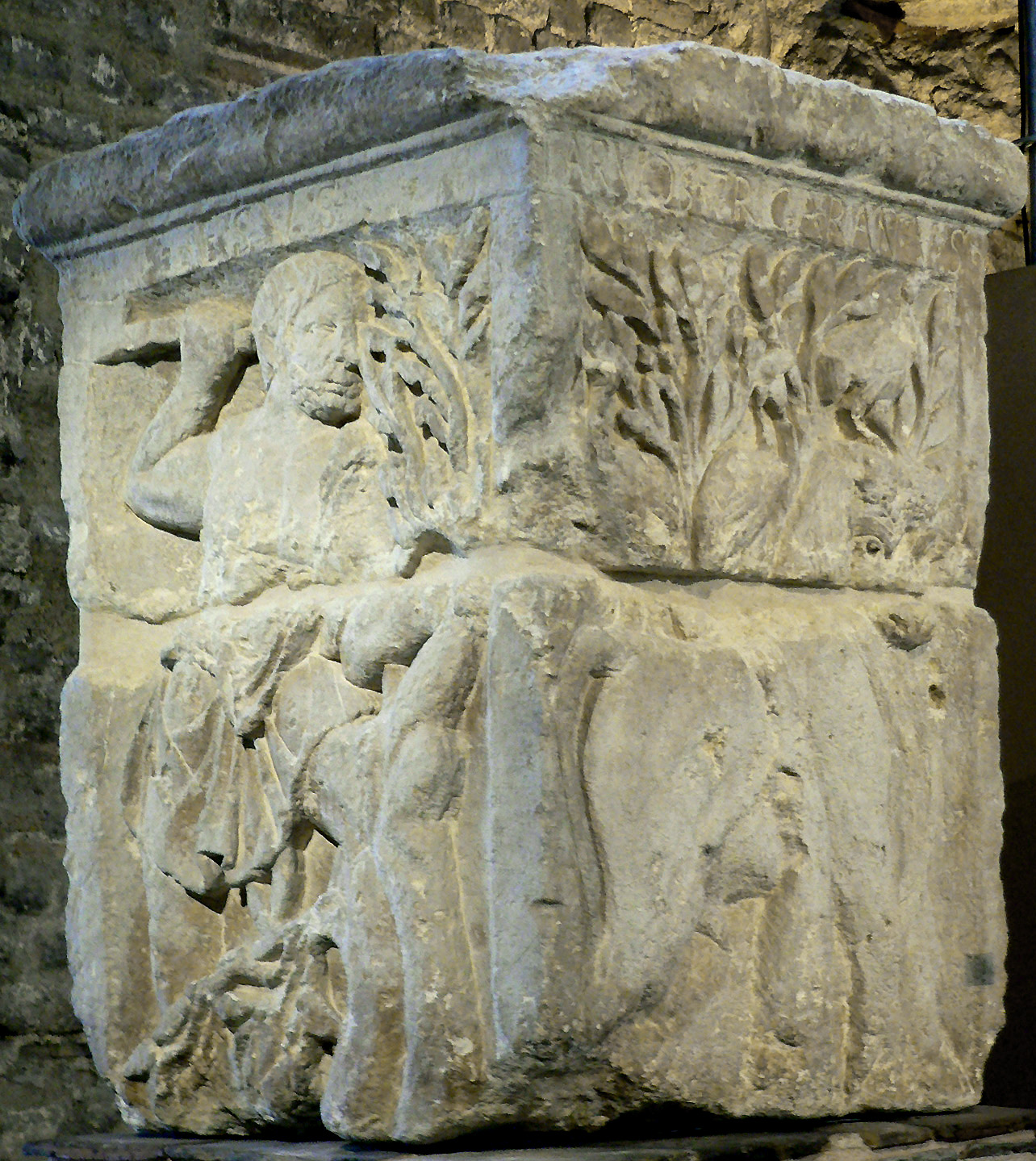
Detalle del frPilar de los nautas.

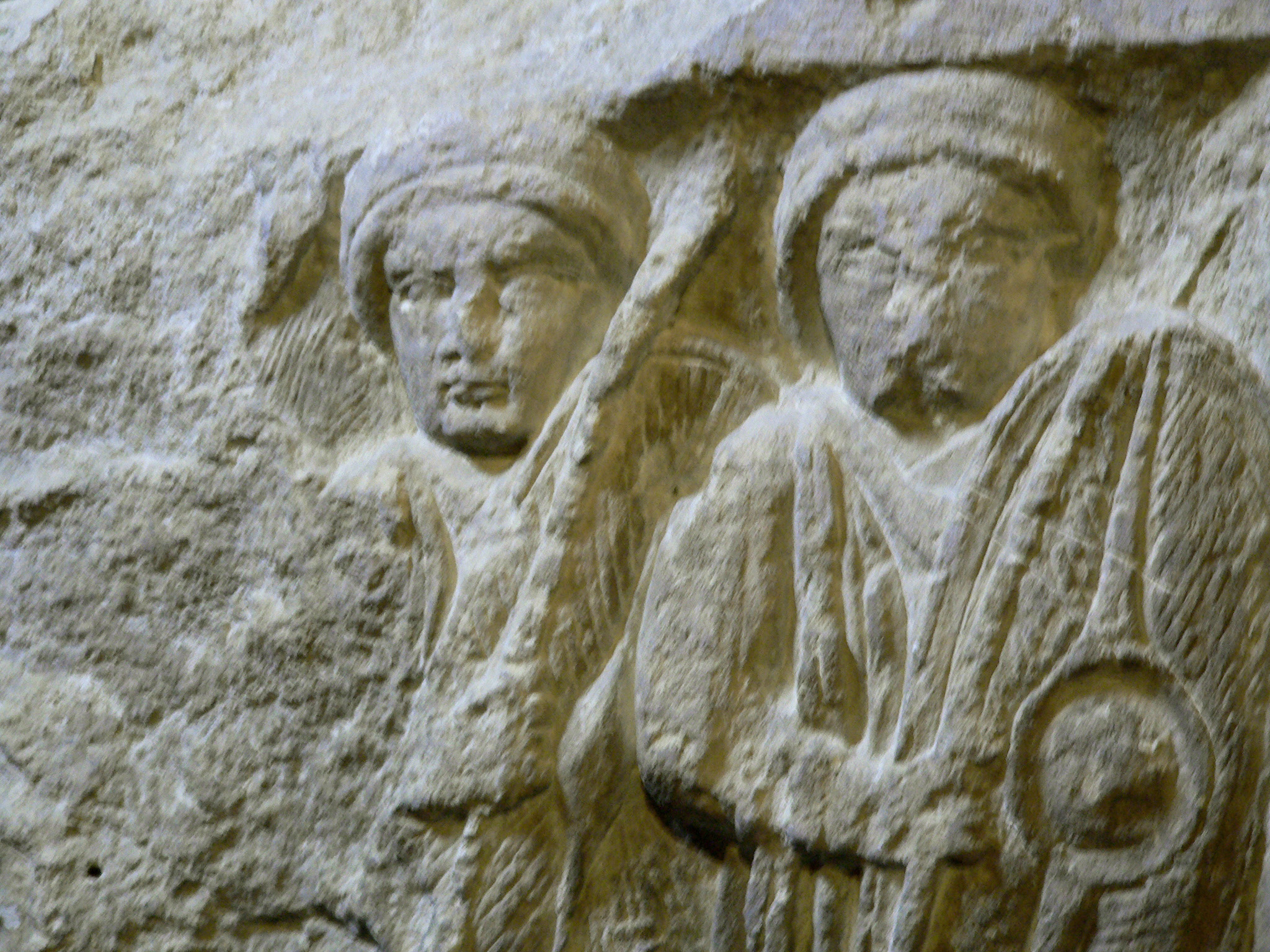
Detalle del Pilar de los nautas.

Nautas de Lutecia era la denominación de la cofradía o corporación de los "nautas" de la ciudad galo-romana de Lutetia (Lutecia, la actual París), pertenecientes a la tribu de los parisii. Eran ricos armadores, marineros y comerciantes, que navegaban por el río Sena y el resto de los ríos de la Galia, conectando su ciudad con el resto del mundo antiguo. Entre los objetos arqueológicos que les testimonian destacan algunas estatuas votivas y el Pilar de los nautas, que se descubrió en los cimientos de la catedral de París en 1711 y actualmente se expone en el frigidarium de las termas de Cluny.